# Guggisberg
Guggisberg je obec v kantonu Bern, v okrese Bern-Mittelland. Žije zde  obyvatel.

## Geografie
Guggisberg leží na úpatí Alp mezi řekami Schwarzwasser a Sense. Hlavní obec leží v nadmořské výšce 1115 m na jihozápadním svahu hory Guggershorn (1283 m), což z Guggisbergu činí jednu z nejvýše položených obcí ve švýcarském podhůří Alp. Nejvyšším bodem obce je 2151 m vysoká hora Schibe, nejnižším bodem je 708 m na soutoku řek Niederriedgraben a Sense. 40 % velmi rozsáhlého katastru obce je zalesněno.
Sousedními obcemi ve směru hodinových ručiček od severu jsou Schwarzenburg, Rüschegg a Oberwil im Simmental v kantonu Bern a Plaffeien a Tafers v kantonu Fribourg.

## Historie

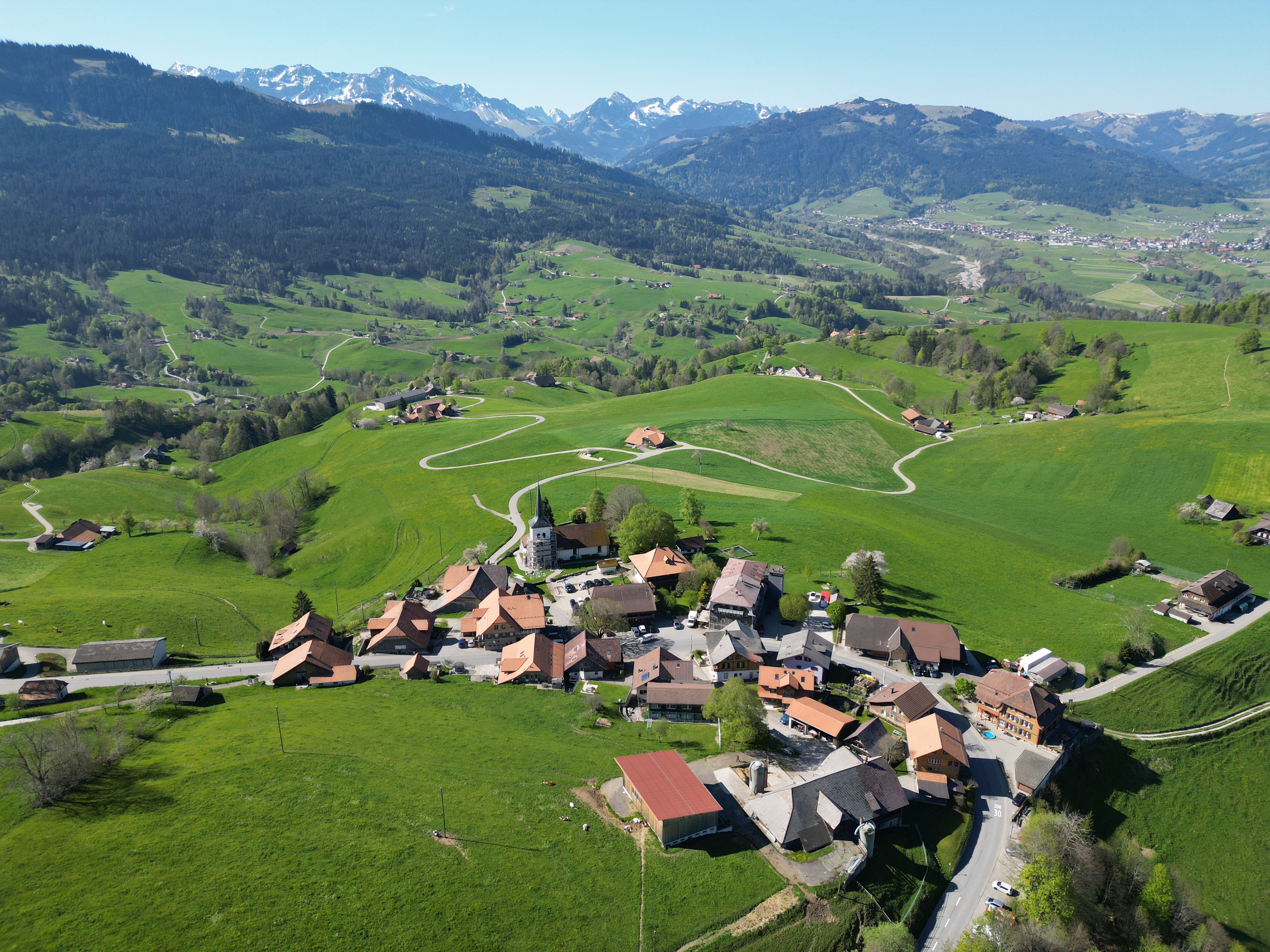
Letecký pohled na oblast Guggisbergu

Nejstarší dochovaná zmínka o jménu pochází z roku 1148, kdy je Guggisberg zmíněn jako Cucansperc v listině papeže Evžena III. Od roku 1423 připadl Guggisberg koupí rovným dílem Bernu a Fribourgu (v rámci panství Grasburg) a zůstal jimi spravován až do smlouvy o zprostředkování v roce 1803, která ustavila moderní hranice kantonů. V roce 1798 se Guggisberg stal součástí kantonu Bern.
Hladová léta 1816/17 a 1846/47 a nepříznivé klimatické podmínky na konci 30. let 19. století obec Guggisberg zcela ochudily. Byla to nejchudší obec v celém kantonu Bern. Bernská vláda sem pravidelně vysílala komisaře pro chudé. Aby se snížilo pracovní zatížení přetížené obecní správy, byla obec Guggisberg v roce 1860 rozdělena a z části úvalu vznikla obec Rüschegg.
Nejstarší zmínka o lidové slavnosti (Schafscheid), vesnické slavnosti, která se zachovala do současnosti, pochází z roku 1662.

## Obyvatelstvo
| Rok            | 1860 | 1900 | 1950 | 1980 | 2000 | 2013 | 2022 |
| Počet obyvatel | 2823 | 2809 | 2339 | 1560 | 1660 | 1551 | 1478 |

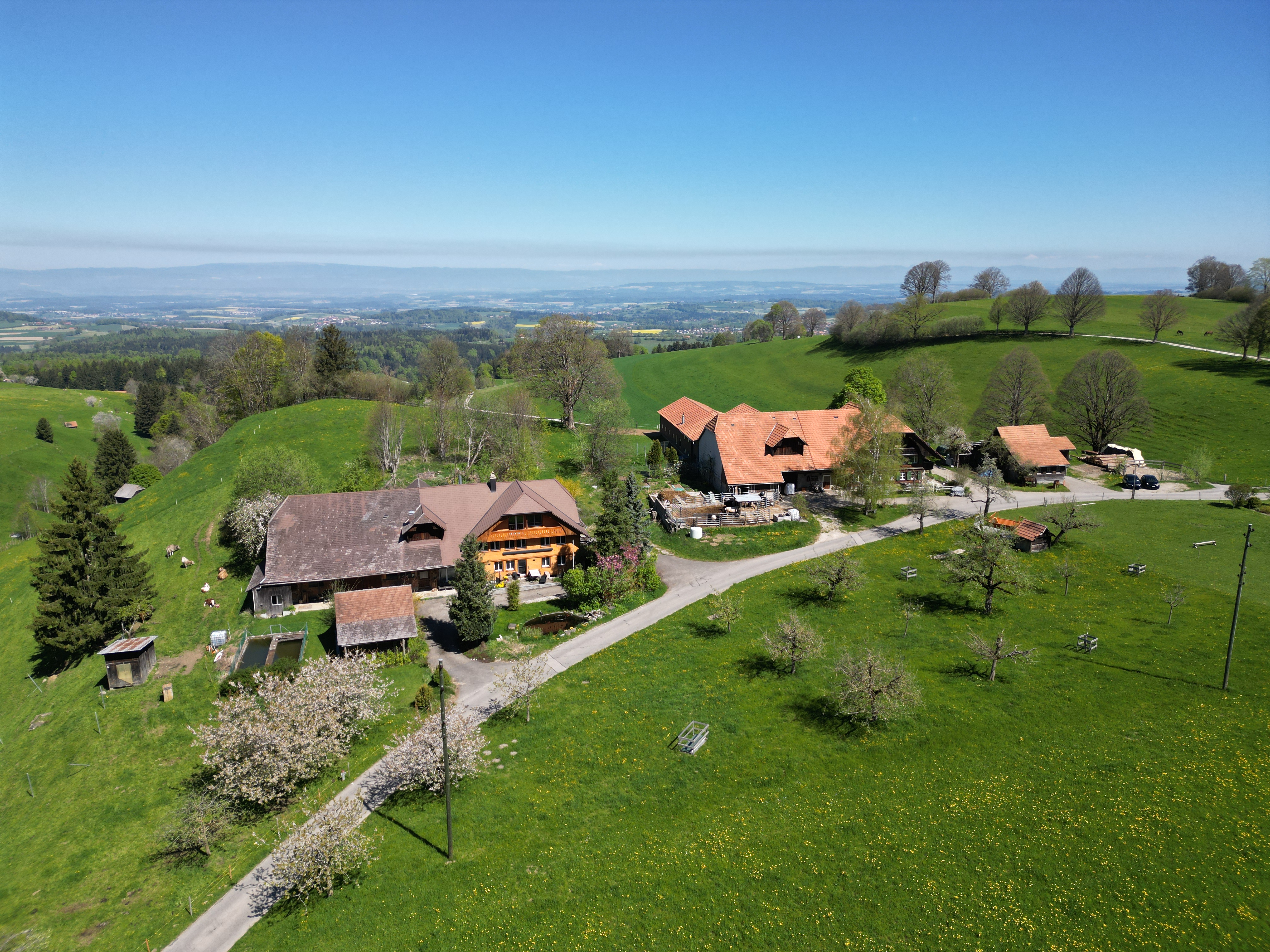
Tradiční architektura v obci

Většina obyvatel (k roku 2000) hovoří německy (1628, tj. 98,1 %), druhým nejčastějším jazykem je angličtina (6, tj. 0,4 %) a třetím francouzština (5, tj. 0,3 %).

## Hospodářství
Od poloviny 19. století rozdělená Guggisberg se ve 20. století s klesajícím počtem obyvatel díky vystěhovalectví hospodářsky vzpamatovala, zejména od roku 1954 díky finančnímu vyrovnání mezi bernskými obcemi a vzniku obchodu a cestovního ruchu vedle zemědělství. Obchod (sýrárna, pila, truhlářství, dřevostavby a obchod se dřevem) je rozptýlen po vesnicích a osadách (zejména Riffenmatt, Guggisberg); místní rekreační turistika se zimními a letními sporty (hostince, rekreační domy, tábory na horských chatách) je provozována především v Riffenmattu, Sangernbodenu a rekreační osadě Ottenleuebad.